# Schlossberg (Hohenems)
Der Schloßberg  in Hohenems (705 m ü. A.) bezeichnet in der Gemeinde Hohenems in Vorarlberg (Österreich) eine weitgehend bewaldete und unbesiedelte Anhöhe und einen Ausläufer des Bregenzerwaldgebirges.

## Name
Der Name Schlossberg leitet sich von den hier befindlichen, denkmalgeschützten, Burgen Alt-Ems und Neu-Ems (Glopper) ab. Neben Hohenems finden sich Erhebungen mit der Bezeichnung „Schlossberg“ in Vorarlberg auch noch in Bregenz, Bildstein und Götzis bzw. der Schlosshügel in Koblach.

## Topographie, Geographie, Lage und Verkehr
Der Schlossberg ist ein gegen Südwesten ragender Ausläufer des Breitenberges, der vom restlichen Bergmassiv (Schuttannenberge) durch den Reutebach (bzw. im unteren Teil dem Salzbach) und das hier befindliche Tal abgegrenzt wird. Zwischen der Ruine Alt-Ems und dem Schloss Glopper (Neu-Ems) befindet sich die von Nord nach Süd über die ganze Breite des Ausläufers verlaufende sanfte Einkerbung „Buggenau“ (etwa 550 m ü. A.) mit einer kleinen Ansiedlung und der Marienkapelle Buggenau (auch: Buggenauer Kapelle). Gegenüber dem unteren Rheintal fällt der Schlossberg durchwegs schroff ab.
Der Schlossberg ist etwa 1600 m lang und bis zu 600 m breit. Er umfasst etwa eine Fläche von ca. 110 ha. Der Schlossberg steht zu mehr als 9/10 im Eigentum der Familie Waldburg-Zeil-Hohenems.

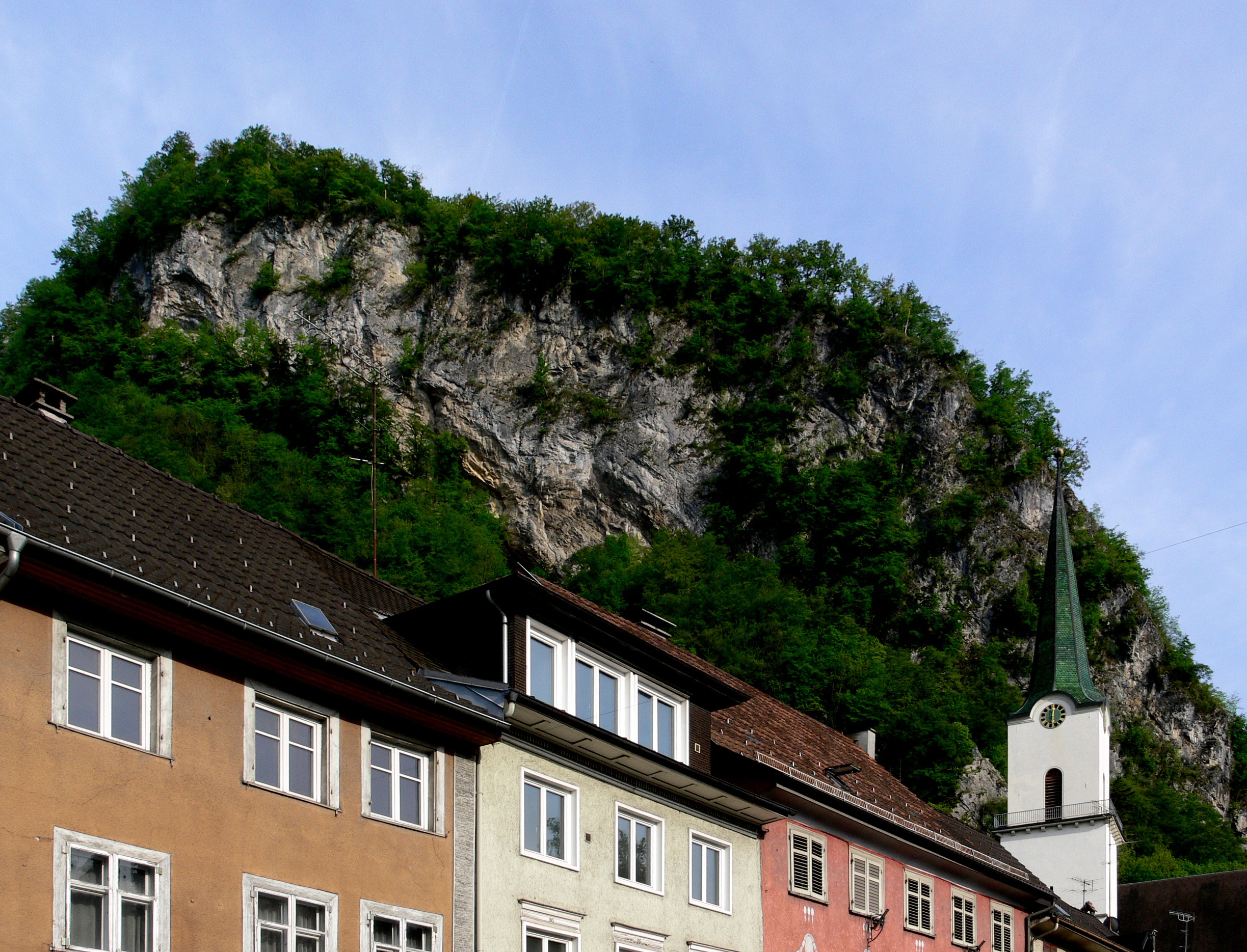
Blick von Hohenems auf einen Teil des Schlossbergs.

Unterhalb des Schlossberges liegt westlich der Ortsteil Markt mit dem Hohenemser Palast und der Pfarrkirche St. Karl Borromäus, südwestlich der Ortsteil Tiergarten und nördlich das Erlach. Südlich der Ortsteil Berg, östlich Tugstein und im Nordosten Reute. Der Schlossberg beherrscht aufgrund seiner Höhe, Lage und Ausdehnung die Stadtteile Reute, Weiler, Markt, Unter der Burg und Oberklien.
Die Streusiedlung Reute ist mit normalen Kraftfahrzeugen aus gut erreichbar, der Weg zu Alt-Ems und in diesem Bereich des Schlossbergs ist als Güterweg ausgeführt. Zu Neu-Ems führt ein Privatweg.
Auf der südlichen Seite des Schlossberges entlang dem Salzbach befindet sich eine sanftere Hanglage, die als Kaisergarten (umgangsp.: Kaisergarta) bezeichnet wird. Dort befand sich ein in Terrassen angelegtes Weinbaugebiet der Grafen zu Ems, das heute Großteils zugewachsen ist. Der Ort erlangte traurige Berühmtheit, weil dort die Schriftstellerin Paula Köhlmeier tödlich beim Wandern verunglückte.
Am 10. November 2022 beschloss die Stadtvertretung von Hohenems, den Schlossberg und Glopper zu Schutzgebieten zu erklären. Diese seien kulturhistorisch als auch landwirtschaftlich erhaltenswert.

## Fauna
Am Schloßberg lebt und brütet, neben Milan, Bussard und Falken auch der Uhu, der die größte Eulenart in Vorarlberg darstellt. Die Rufe sind bis in das Erlach zu hören.
Besonders erwähnenswert ist auch die einzige bekannte und dauerhafte Hirschkäfer (Lucanus cervus) Population in Vorarlberg.
Sein Bestand hat in Mittel- und Südeuropa stark abgenommen, daher wurde er von der EU in die Liste der geschützten Arten (Fauna-Flora-Habitat-Richtlinie; Anhang II) aufgenommen.

## Bauwerke
Die wichtigsten historischen Bauwerke auf dem Schlossberg sind Burg Alt-Ems und Burg Neu-Ems sowie die regional bedeutsame Buggenauer Kapelle. Die Burgruine Alt-Ems liegt am südlichen Teil des Schlossberges. Neu-Ems (Glopper) nordöstlich.

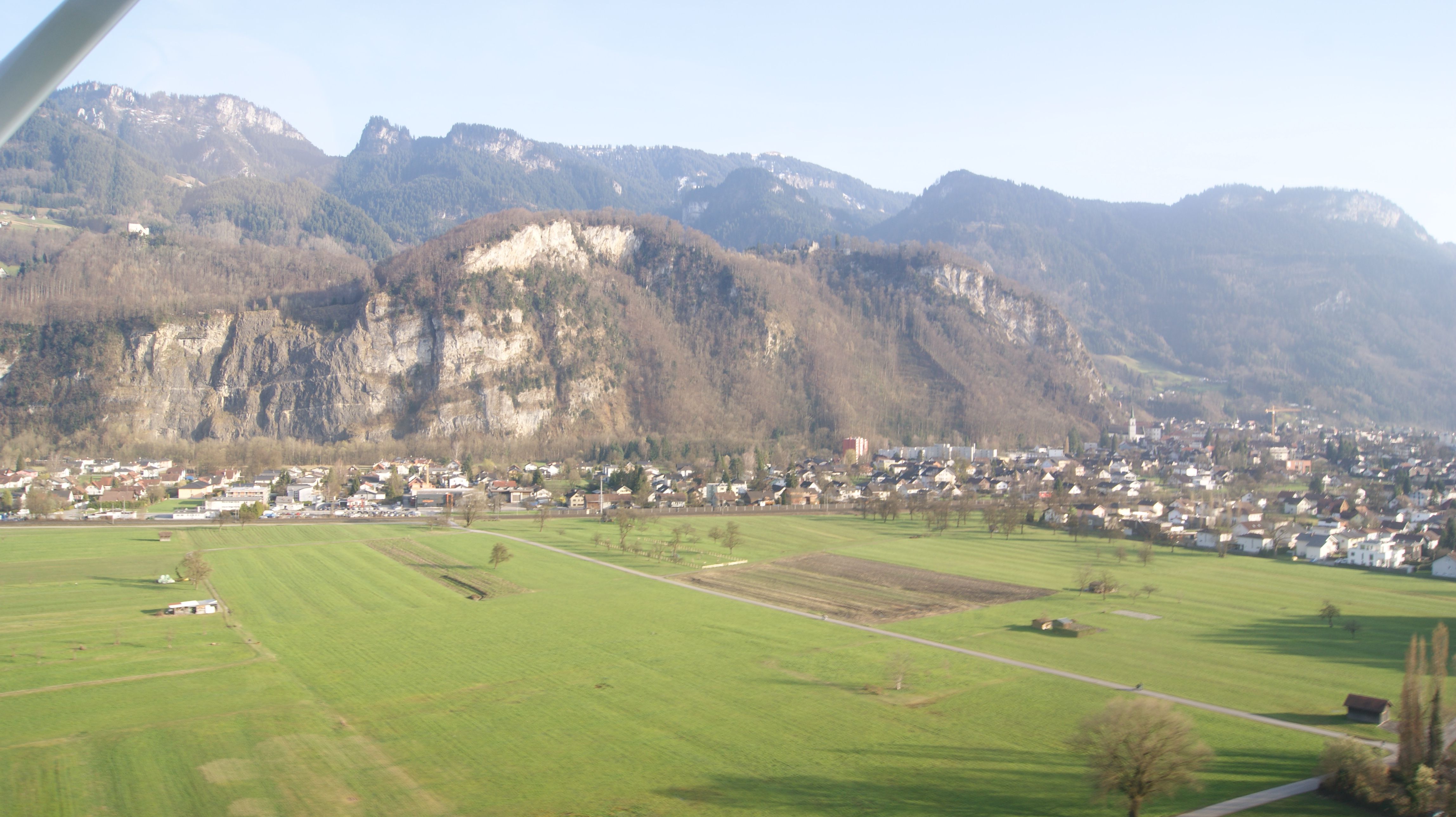
Der Schlossberg im Frühjahr 2017 vom Flugfeld aus gesehen.

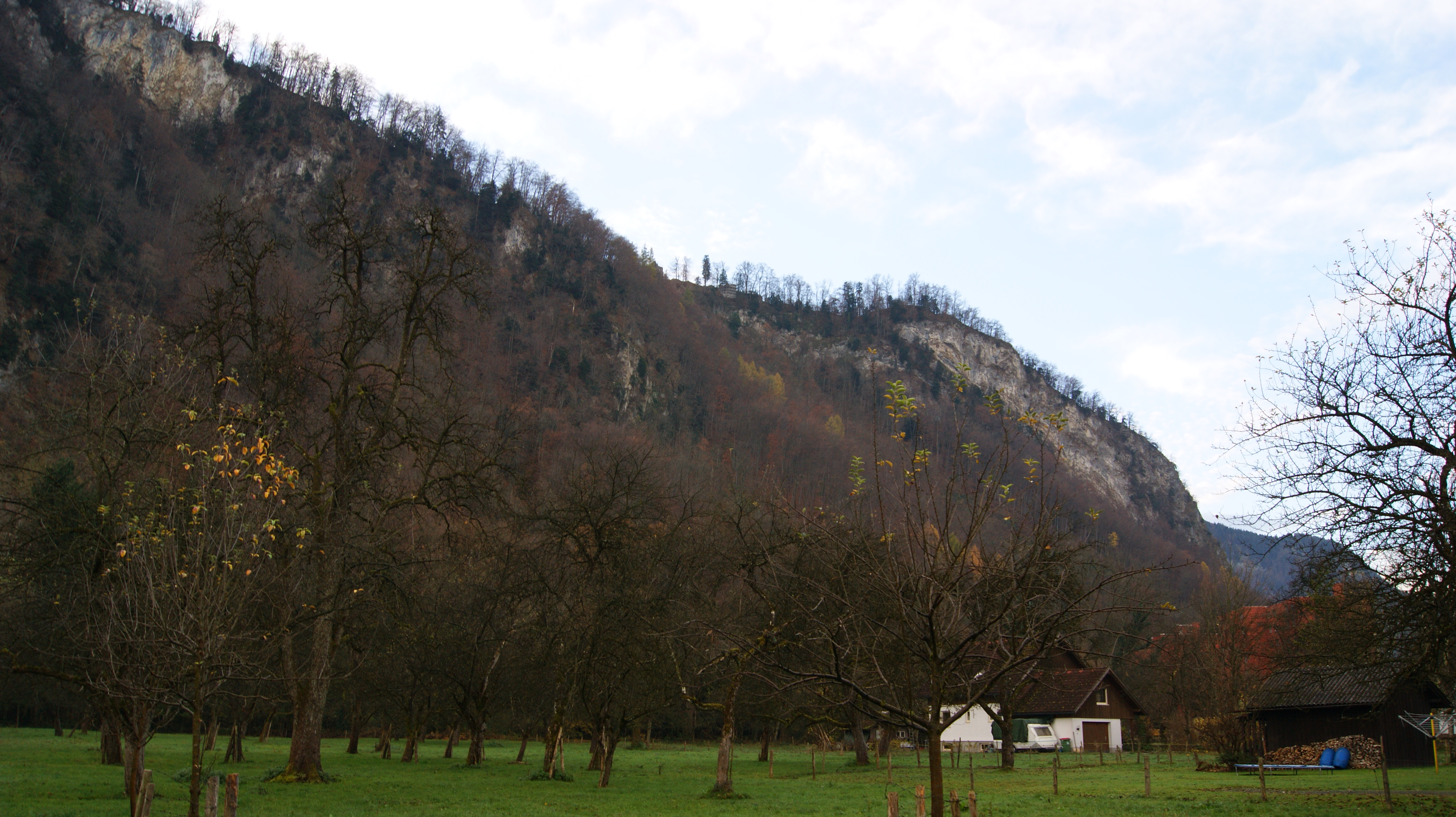
Der Schlossberg im November von Oberklien aus gesehen.

## Gewässer
Am Fuß des Schlossbergs entspringt der Hellbrunnenbach und am Ende von Buggenau fließt der Buggenauerbach. Auf der Ruine Alt-Ems, im inneren Burghof, ist der tiefe, sagenumwobene Konradsbrunnen sichtbar.

## Wandern
Der einfachste Wanderweg auf den Schlossberg und die Burg Alt-Ems führt von Hohenems, Tiergarten / Friedhof bei der Stadtpfarrkirche Karl Borromäus über den Serpentinenweg hinauf. Eine etwas längere Wegstrecke führt über den Kaisergarten entlang dem Salzbach/Reutebach (Gehzeit ca. 45 Minuten).
Mit dem Omnibus (Linie 55a) kann Richtung Reute bis zur Haltestelle Buchenau gefahren werden, von dort am Bildstock zum Gedenken an Paula Köhlmeier vorbei zur Ruine Alt-Ems sind es etwa 20 Gehminuten.
Über den Leiterweg in Oberklien (Steinbruch Spitzenegg) führt eine steilere Variante auf die „Buggenau“ und von dort können beide Burgen begangen werden.

## Trivia

### Sagen
Die Geschichte von Christoph von Schmid über Rosa von Tannenburg (1823) wird nach der Überlieferung auch auf Burg Alt-Ems und Neu-Ems bezogen. Die Burg Alt-Ems soll dabei der Tannenburg – und die Fichtenburg die Burg Neu-Ems (Glopper) entsprechen.
Neben Burg Hohenbregenz wird davon berichtet, dass auch in Hohenems auf dem Schlossberg das goldene Kegelspiel vergraben sein soll.

### Bekannte Besucher des Schlossbergs
Karl Borromäus (1538–1584) besuchte den Schloßberg im Sommer 1570 und Pius XI. (1857–1939) im Jahr 1908, als er über Karl Borromäus recherchierte.

## Nationalsozialismus
Während der nationalsozialistischen Diktatur bestand der Plan, auf dem Schlossberg bei der Ruine Alt-Ems eine Ausbildungsstätte für den NS-Nachwuchs zu installieren. In den 1930er Jahren bereits brachten einige der damals illegalen NSDAP-Mitglieder in Vorarlberg eine Hakenkreuz-Nachbildung an der Stirnseite des Felsstockes an, die noch bis in die Zeit nach dem Zweiten Weltkrieg sichtbar war.